# Cuaspud
Cuaspud é um município da Colômbia, localizado no departamento de Nariño.